# Kemala Raja (Batu Raja Timur)
Kemala Raja is een bestuurslaag in het regentschap Ogan Komering Ulu van de provincie Zuid-Sumatra, Indonesië. Kemala Raja telt 14.894 inwoners (volkstelling 2010).